# 橘鰭短稚鱈
橘鰭短稚鱈，為輻鰭魚綱鱈形目稚鱈科的其中一種，分布於東南太平洋加拉巴哥群島海域，為深海底棲性魚類，深度479-570公尺，體長可達21.4公分，棲息在底中層水域，生活習性不明。

## 扩展阅读
維基物種上的相關：橘鰭短稚鱈